# الکس کرال
الکس کرال (انگلیسی: Alex Král؛ زادهٔ ۱۹ مهٔ ۱۹۹۸) بازیکن فوتبال اهل جمهوری چک است.
از باشگاه‌هایی که در آن بازی کرده‌است می‌توان به باشگاه فوتبال اسلاویا پراگ و باشگاه فوتبال اسپارتاک مسکو اشاره کرد.
وی همچنین در تیم‌های ملی فوتبال زیر ۲۱ سال جمهوری چک، و جمهوری چک بازی کرده‌است.